# 鈴木美景
鈴木 美景（すずき みひろ、1981年（昭和56年）1月26日 - ）は、日本の女性歌手。

## 概要
愛知県田原市出身。愛知県立成章高等学校卒業。2002年（平成14年）シングル「涙の片道切符」でデビュー。

## シングル
- Smile Again（2013年4月24日、発売：フィールドミュージック / 販売：コロンビア・マーケティング）JAN 4560364031011[1]
- 真夏の嵐
- お眠り
- 危険な女

## アルバム
- 美景色（2017年6月23日、XING MUSIC ENTERTAINMENT）JAN 4582319136497[2]